# Golf van Tehuantepec

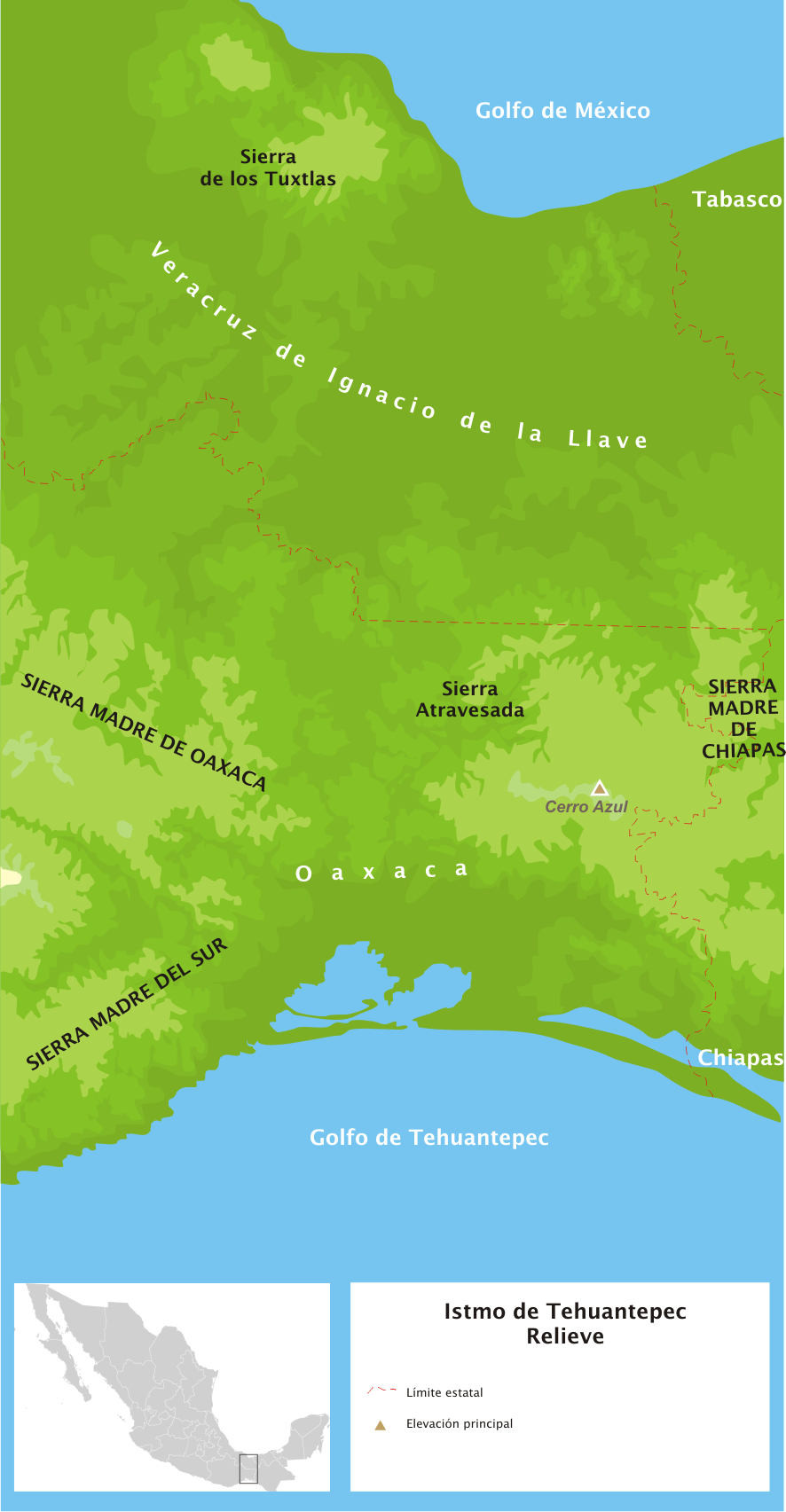
De Golf van Tehuantepec in zuidelijk Mexico.

De Golf van Tehuantepec (Spaans: Golfo de Tehuantepec) is een deel van de Grote Oceaan, tussen de Mexicaanse deelstaten Oaxaca en Chiapas. De golf ligt ten zuiden van de Landengte van Tehuantepec. Aan de kust bevinden zich talrijke lagunes.